# 東航江蘇公司
中國東方航空江蘇有限責任公司（簡稱：東航江蘇公司），是中國東方航空旗下具有獨立法人資格的子公司。1993年4月由中國東方航空、江蘇省政府、南京市政府共同出資合組的江蘇省第一家航空公司，同年9月開航營運，東航江蘇公司以南京禄口國際機場為樞紐機場也是該機場航運量最大的航空公司。2004年和原南京航空合并。2010年1月28日，東方航空以換股方式合併了上海航空公司，目前自南京禄口國際機場、蘇南碩放國際機場、常州奔牛國際機場、淮安漣水機場主基地及大连周水子国际机场临时基地开设国内及国际航班。
東航江蘇公司至2023年10月止共有74架飛機，全部為空中巴士系列窄体客機，其中空中巴士A319系列客機6架、空中巴士A320系列客機56架、空中巴士A321系列客機12架。

## 機隊
- 使用過的機型：巴西航空工業ERJ-145支線噴射客機

## 机队争议
东航江苏公司曾屡次宣传即将执管A330宽体客机，意图执飞自南京始发的洲际航线，其中包括获批的巴黎，墨尔本等新航线以及现有的洛杉矶，温哥华及悉尼航线。东航江苏公司已在禄口机场建成可以容纳A330客机的机库，地勤也已获得多项维护A330客机的资质，公司也曾疑似招聘A330机师。疫情期间，南京机场定期为东方航空运行自南京始发由A330-200客机执行的国际客改货航班。然而，由于各种原因，东航江苏公司至今未能执管A330客机，且规划中的巴黎及墨尔本（其中墨尔本线已经开始广告宣传）航线也始终未能开通。该举措引起了许多南京旅客及航空迷的不满。